# Filatopus mirabilis
Filatopus mirabilis är en tvåvingeart som först beskrevs av Octave Parent 1933.  Filatopus mirabilis ingår i släktet Filatopus och familjen styltflugor. Inga underarter finns listade i Catalogue of Life.